# كونسولاتي فيزا
كونسولاتي فيزا (بالفرنسية: Consolate Feza) مواليد 23 مارس 1985، هي لاعبة كرة يد كونغولية تلعب كوسط مدافع. مثلت منتخب جمهورية الكونغو الديمقراطية لكرة اليد للسيدات.

## سجل المنافسة
شاركت في البطولات التالية:
- بطولة العالم لكرة اليد للسيدات 2013
- بطولة العالم لكرة اليد للسيدات 2015